# Dornse
Dornse (auch Döns) ist der mittelalterliche Begriff (vor allem im norddeutschen Sprachgebiet) für beheizter Raum.
Oftmals wurde als Dornse die Schreibstube in Kaufmannshäusern bezeichnet, die durch die Feuerstelle der Küche mitgeheizt wurden.